# Quinto Ligario
Quinto Ligario, in latino Ligarius (Roma, I secolo a.C. – ...), è stato un militare romano, membro della Gens Ligaria originaria della Sabina e fratello di Tito Ligario, questore urbano di Roma fedele a Gaio Giulio Cesare.

## Biografia
Ligario fu condottiero romano, di famiglia d'Ordine equestre. Fu un repubblicano vicino al partito di Gneo Pompeo Magno. Governatore della provincia d'Africa come legato del proconsole Gaio Considio Longo, Ligario fu accusato di tradimento da Quinto Tuberone per essersi opposto a Gaio Giulio Cesare e condannato all'esilio da Roma in Africa . Oltre ad aver opposto strenua resistenza a Cesare, Ligario fu accusato di connivenza con l'alleato di Pompeo Giuba I, re di Numidia, e di aver respinto Tuberone, governatore in possesso di un mandato ufficiale da parte del Senato romano.
Quinto Ligario fu difeso da Marco Tullio Cicerone, che chiese a Cesare la fine del suo esilio nella celebre orazione Pro Quinto Ligario. Ottenuto di poter tornare a Roma, Ligario rimase nemico di Cesare e prese parte alla congiura contro di lui.
È plausibile che sia stato assassinato dai Cesariani o che si sia suicidato nel periodo che vide l'ascesa del Secondo Triumvirato.

## Letteratura
- Marco Tullio Cicerone scrisse l'orazione Pro Quinto Ligario nel 46 a.C.
- Appiano di Alessandria menziona Ligario nel De bellis civilibus della sua Storia Romana.
- Il continuatore dei commentarii di Giulio Cesare nomina Quinto Ligario nel Bellum Africanum.
- Brunetto Latini tradusse in volgare fiorentino della Pro Ligario nella seconda metà del XIII secolo.
- Giorgio di Trebisonda scrive il De Artificio Ciceronianae Orationis pro Q. Ligario, pubblicato a Venezia nel 1477.
- Bartolomeo Cavalcanti menziona Ligario nella sua Retorica (libro terzo), pubblicata a Pesaro nel 1564.
- William Shakespeare tratteggia il personaggio di Ligario nel suo Giulio Cesare, scritto nel 1599.

## Cinema
- Quinto Ligario, interpretato da Ian Wolfe, è tra i congiurati del cesaricidio nel film Giulio Cesare del 1953.